# Unión Democrática para la Integración
La Unión Democrática para la Integración es un partido político pro-minoría albana de Macedonia del Norte.

## Resultados electorales

### Presidente
| Año  | Candidato    | Primera vuelta | Primera vuelta   | Segunda vuelta | Segunda vuelta | Resultados |
| Año  | Candidato    | Votos          | %                | Votos          | %              | Resultados |
| ---- | ------------ | -------------- | ---------------- | -------------- | -------------- | ---------- |
| 2024 | Bujar Osmani | 120,811        | \| \| 13.71 % \| |                |                | No electo  |
|      | 13.71 %      |                |                  |                |                |            |

### Asamblea de la República
| Elección | Coalición      | Votos   | Porcentaje       | Escaños | Posición | Gobierno |
| -------- | -------------- | ------- | ---------------- | ------- | -------- | -------- |
| 2002     |                | 144,913 | 12.1             | 16      | 3.º      | Sí       |
| 2006     |                | 114,301 | 12.2             | 13      | 3.º      | No       |
| 2008     |                | 126,522 | 12.8             | 18      | 3.º      | Sí       |
| 2011     |                | 115,092 | 10.2             | 15      | 3.º      | Sí       |
| 2014     |                | 153,646 | 14.2             | 19      | 3.º      | Sí       |
| 2016     |                | 86,796  | 7.5              | 10      | 3.º      | Sí       |
| 2020     |                | 104,699 | 11.48            | 15      | 3.º      | Sí       |
| 2024     | Frente Europeo | 137,690 | \| \| 14.06 % \| | 18/120  | 3.º      | No       |
|          | 14.06 %        |         |                  |         |          |          |